# Санта-Крус (гори)
Гори Санта-Крус (англ. Santa Cruz Mountains) — частина Берегових хребтів, гірський хребет у західній Каліфорнії (США), який простягається через округи Сан-Матео, Санта-Клара і Санта-Крус. Найвища точка хребта — гора Лома-Прієта (1148 м), неподалік від якої у 1989 році перебував епіцентр землетрусу Лома-Прієта. Серед інших висот Юмунгам (1063 м), Білавскі (985 м), Сомбросо (914 м), Блек-маунтін (850 м) Ігл-рок (758 м) та Сієра-Морена (737 м). У горах та на прилеглих територіях розташовано близько 30 винних господарств.
Найбільші міста, розташовані безпосередньо біля гір Санта-Крус, — Сан-Хосе на сході, та Сан-Франциско на півночі.

## Екологія

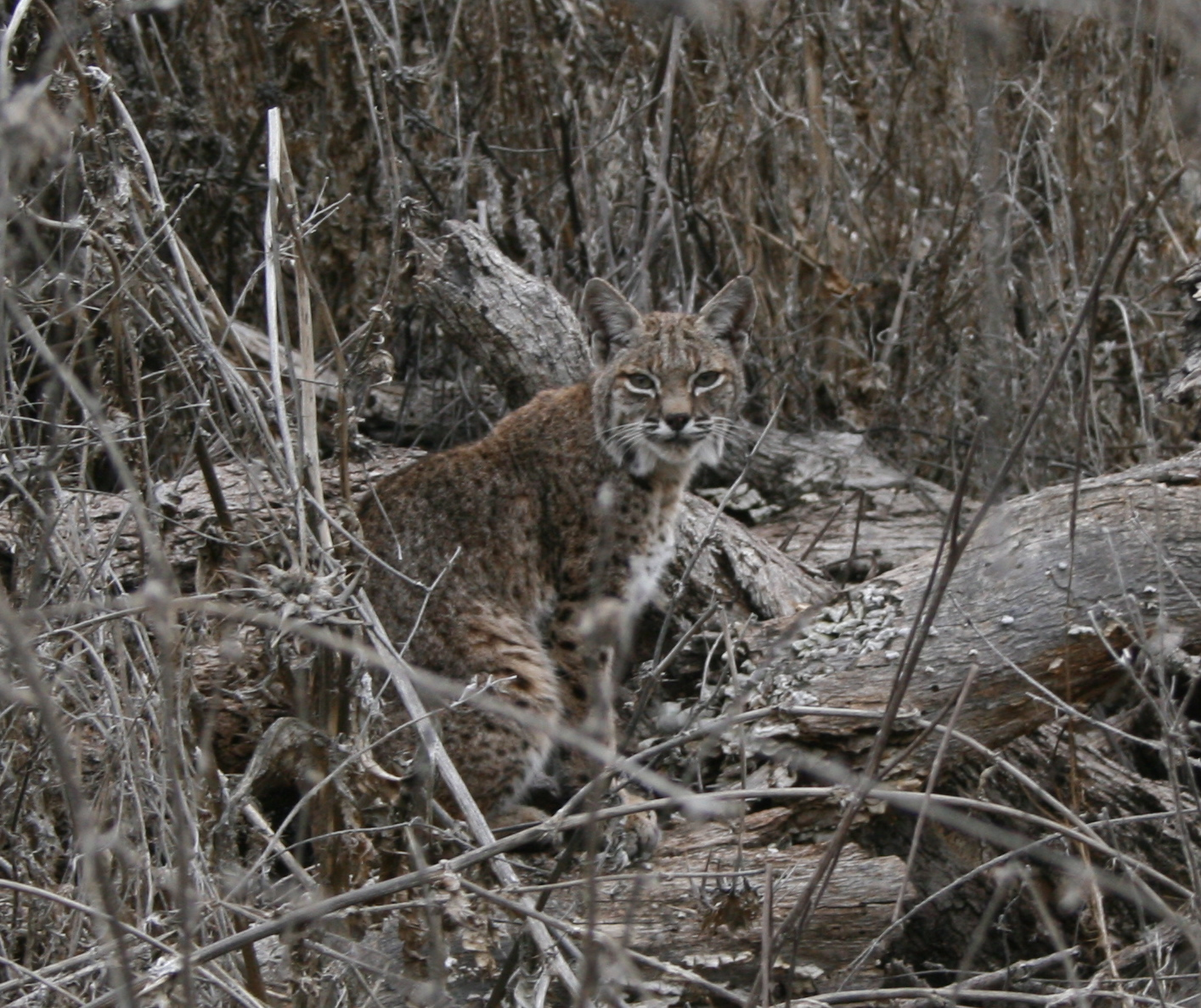
Рись в Almaden Quicksilver County Park, біля міста Сан-Хосе.

У долинах і на вологих схилах з видом на океан ростуть секвої, псевдотсуги Мензіса, умбелюларія каліфорнійська, вічнозелений дуб та чорний дуб. Серед тварин періодично зустрічаються чорні ведмеді, частіше олені чорнохвості, лисиці, койоти, інколи рисі та пуми.

## Клімат
Гори Санта-Крус мають середземноморський тип клімату, що є типовим для Каліфорнії. Більшість річних опадів випадає в період з листопада по квітень, за даними Національної метеорологічної служби, норма опадів становить понад 127 см щорічно. Через ефект дощової тіні, опади на східній стороні хребта значно менші, близько 64 см на рік. Сніг випадає кілька разів на рік на найбільших висотах.